# Encymon regalis atripes
Encymon regalis atripes es una subespecie de coleóptero de la familia Endomychidae.

## Distribución geográfica
Habita en Java, Borneo y Tonkín en (Vietnam).